# 平井克彦 (東レ)
平井 克彦（ひらい かつひこ、1939年6月30日-  ）は、日本の経営者。東レ社長、会長を務めた。愛知県出身。

## 来歴・人物
1962年に東京大学経済学部経済学科を卒業し、同年に東洋レーヨン(のちの東レ)に入社した。1993年6月に取締役に就任し、1996年6月に専務に就任し、1997年6月には社長に昇格した。2002年6月に副会長に就任し、2004年6月から相談役を務めた。
2011年11月に旭日重光章を受章した。